# Juan Foyth
Juan Marcos Foyth, född 12 januari 1998 i La Plata, är en argentinsk professionell fotbollsspelare som spelar som mittback för den spanska La Liga-klubben Villarreal.

## Klubbkarriär
Foyth började spela i Estudiantes ungdomsakademi år 2009 och skrev sitt första a-lagskontrakt den 9 januari 2017. Under de första åren spelade Foyth på mittfältet, men han sadlades senare om till att bli mittback.
Den 30 augusti 2017 skrev Foyth ett femårskontrakt med Tottenham Hotspur. Den 4 oktober 2020 förlängde Foyth sitt kontrakt fram till 2023 och lånades samtidigt ut till spanska Villarreal på ett låneavtal över säsongen 2020/2021. Den 11 juni 2021 blev Foyth klar för en permanent övergång till Villarreal och skrev på ett femårskontrakt med klubben.